# 駔勉誠
賈格米特·辛格·吉米·達利瓦爾（英語：Jagmeet Singh，/dʒəɡˈmiːt/ jəg-MEET，全名；1979年1月2日—），漢名駔勉誠，加拿大政治人物和律師，2017年至2025年任聯邦新民主黨黨魁，並從2019年至2025年擔任加拿大國會下議院議員，代表卑詩省的本拿比南選區。在此之前他曾活躍於安大略省級政壇，2011-17年間以安大略新民主黨黨員身份擔任安大略省議會賓馬利—戈爾—馬爾頓選區議員，並從2015-17年間擔任該黨副黨魁。他是首位出任安大略省議員、首位出任加拿大主要政黨副黨魁以及首位出任加拿大聯邦政黨黨魁的裹頭巾錫克人，亦是加拿大首位可見少數族裔聯邦政黨常規黨魁。

## 早年生活及事業
駔勉誠生于安大略省士嘉堡，為家中三名子女中的長子，父母移居自印度旁遮普邦。他一歲時被父母送到旁遮普邦由奶奶照顧，一年後父親獲紐芬蘭紀念大學精神病學科取錄，父母遂移居該省首府聖約翰斯，駔勉誠亦到當地與父母團聚。他父親從該校畢業後獲安大略省溫莎市一間醫院僱用為精神科醫師，一家遂遷居當地。駔勉誠公開表示童年時遭受格鬥教練的性侵，並掙扎於其父親的酒癮。
他中學畢業後到西安大略大學就讀，2001年獲取理學士學位。他原本計劃成為醫生，但隨著父親健康轉差，為了盡早投身社會工作以幫補家計，他改為修讀電腦科學，其後則改到約克大學奧斯古法學院修讀法律，2005年從該校畢業，2006年從上加拿大律師會取得安大略省執業律師資格。他從法學院畢業後加入多倫多的平可夫斯基律師事務所（Pinkofskys），一年後則與弟弟在密西沙加共同創辦律師行，期間為反貧窮組織和協助移民及難民組織等草根機構提供義務法律諮詢服務。

## 從政

### 初次參選
印度總理英迪拉·甘地於1984年被兩名錫克教保鏢刺殺身亡，觸發國內反錫克教徒的暴動，導致逾3千名錫克教徒死亡；不少錫克教徒指責卡茂爾·納斯（Kamal Nath）有份策劃這些暴動。時任印度內閣部長的納斯於2010年到訪加拿大並與安大略省省長麥堅迪會面，惹來當地錫克教徒不滿，而駔勉誠的弟弟和友人亦參與抗議納斯到訪。他們有感當地政客無視錫克人的訴求，因此游說駔勉誠參政。他於2011年聯邦大選中代表聯邦新民主黨競逐國會下議院賓馬利—戈爾—馬爾頓選區議席，僅以539票之差敗於保守黨候選人。

### 晉身省政
駔勉誠雖無緣晉身國會，但他僅以少許票數落選的成績卻鼓勵他參與數個月後舉行的2011年安大略省大選。他於該次選舉代表安大略新民主黨競逐賓馬利—戈爾—馬爾頓選區議席，擊敗尋求連任的自由黨候選人，首次晉身省議會。他成為首位當選安省議員的裹頭巾錫克人，以及首位在皮爾區當選省議員的安大略新民主黨候選人。他在第40屆省議會會期中出任新民主黨的律政及消費者事務評議員，期間於2013年3月在省議會引入草案，要求自由黨省政府降低省内汽車保險費15%，獲得省議會通過並納入自由黨省政府的2013年度財政預算案。他又於同年12月在省議會引入草案，建議每年4月定為安省的錫克人祖裔文化月，獲省議會通過。
他於2014年省選連任省議員，繼續擔任安省新民主黨的律政及消費者事務評議員，並從2015年4月起出任該黨副黨魁。安大略省内警員有權隨機和任意截停並盤問路人，所收集的信息其後儲存在秘密檔案庫中；反對此舉的人士稱這種行為主要針對黑人和南亞人等少數族裔並有欠公允。駔勉誠稱自己曾受多倫多市警截停盤問至少十次，並於2015年10月在省議會引入草案，要求省政府指示省内各警局停止這種行為，獲省議會一致通過。

### 聯邦政壇
聯邦新民主黨在2015年國會下議院選舉中失利，從官方反對黨變回國會第三大黨。該黨在2016年全國大會中進行黨魁檢討，過半數與會代表投票支持舉行黨魁選舉，黨魁唐民凱遂告下台但留任至新任黨魁當選為止。駔勉誠成為繼任該黨黨魁熱門人選之一，2016年4月一項民調顯示他獲得11%聯邦新民主黨黨員支持。
他於2017年5月正式宣布競逐聯邦新民主黨黨魁職位。同年9月一項民調顯示他以27.3%支持度超越安格斯（Charlie Angus），首次領先所有對手。同年10月1日舉行的黨魁選舉中，駔勉誠在首輪投票贏取53.8%選票，當選聯邦新民主黨黨魁，並於同月20日辭去安大略省議會議席。他當時表示沒有計劃盡早透過補選晉身國會，並有可能留待2019年聯邦大選才競逐下議院議席。
卑詩省本拿比南選區國會議員甘迺迪於2018年5月宣布參與同年末舉行的溫哥華市長選舉，駔勉誠則於同年8月宣布角逐因甘迺迪辭職而騰空的國會議席，並遷居本拿比。本拿比南選區議席補選於2019年2月25日舉行，駔勉誠以38.9%得票率贏取該議席，首次晉身國會。
2019年10月聯邦大選，駔勉誠連任本拿比南選區國會議員。他領導下的新民主黨只贏取24個議席，較2015年大選少44席，是該黨自2004年大選以來最低議席總數，並被魁人政團超前，成為國會第四大黨。新民主黨在魁北克省僅餘一席；有評論指駔勉誠作為裹頭巾錫克人，可能未被該省選民認同。然而，執政自由黨未能維持多數地位，新民主黨遂可在少數政府局面中制衡自由黨。2021年2月他投票支持由保守党议员庄文浩发起，认定中国对维吾尔族种族灭绝的议案。
2021年9月聯邦大選，駔勉誠帶領新民主黨贏取25個議席，較上次大選進帳一席，並在自己選區連任。新民主黨於2022年3月22日與執政自由黨少數政府達成信任供給協議：新民主黨在2025年6月限期前，不會提出不信任自由黨政府的動議，也不會投票支持其他政黨提出的不信任動議，以換取自由黨承諾推動新民主黨的優先政策。2024年9月4日，新民主黨終止了此信任供給協議；駔勉誠在影片中將下一次大選設定為新民主黨和保守黨黨魁博勵治之間的選擇。自由黨於2024年末陷入管治危機，駔勉誠領導下的新民主黨一度有機可乘，在民意調查中超越自由黨位居第二。然而卡尼於2025年接替杜魯多出任自由黨黨魁後，新民主黨票源大幅流向自由黨。
本拿比南選區於2025年聯邦大選前解散重組，駔勉誠改到新設的本拿比中選區競逐連任。新民主黨在該屆大選僅贏取七席，為該黨歷來最差成績，並失去官方政黨地位，駔勉誠本人也在本拿比中選區落敗予自由黨候選人張瑋麟而未能連任。他於大選當晚宣布辭去黨魁職務，由戴偉思於同年5月5日繼任臨時黨魁。